# Ernest Taylor Pyle
Ernest Taylor Pyle, també conegut com a Ernie Pyle (Dana (Indiana), 3 d'agost de 1900 - Iejima, Japó, 18 d'abril de 1945) fou un periodista estatunidenc conegut per haver estat corresponsal a Europa i el Pacífic a partir del 1935 i fins a la seva mort durant la Segona Guerra Mundial. Guanyà un dels Premis Pulitzer el 1944.